# Dipoena meckeli
Dipoena meckeli là một loài nhện trong họ Theridiidae.
Loài này thuộc chi Dipoena. Dipoena meckeli được Eugène Simon miêu tả năm 1897.